# Melicertissa malayica
Melicertissa malayica is een hydroïdpoliep uit de familie Laodiceidae. De poliep komt uit het geslacht Melicertissa. Melicertissa malayica werd in 1905 voor het eerst wetenschappelijk beschreven door Maas. 